# Onthophagus ludio
Onthophagus ludio är en skalbaggsart som beskrevs av Antoine Boucomont 1914. Onthophagus ludio ingår i släktet Onthophagus och familjen bladhorningar. Inga underarter finns listade i Catalogue of Life.